# Astragalus figueroai
Astragalus figueroai es una especie de planta del género Astragalus, de la familia de las leguminosas, orden Fabales.

## Distribución
Astragalus figueroai se distribuye por México (Estado de México).

## Taxonomía
Fue descrita científicamente por Kauffer & Ancona. Fue publicada en Rev. Inst. Pecuario (Mexico) 1(2): 13 (1942).